# Karl Georg Paul Grützmann
Karl Georg Paul Grützmann (* 2. Mai 1856 in Wurzen; † 27. Januar 1933 in Dresden) war ein deutscher Jurist. Er war Präsident des Sächsischen Oberlandesgerichts Dresden.

## Leben und Werk
Er war der Sohn des Rechtsanwalts Ernst Moritz Grützmann und promovierte an der Universität Leipzig zum Dr. jur. und wurde Vortragender Rat im sächsischen Justizministerium und später zum Geheimen Rat befördert. Zum 1. Oktober 1910 erfolgte seine Ernennung zum Abteilungsvorstand und Ministerialdirektor im Justizministerium. Am 1. Oktober 1920 wurde er zum Präsidenten des Sächsischen Oberlandesgerichts Dresden ernannt. Am 30. September 1922 trat er in den Ruhestand. Er starb 1933 und wurde auf dem St.-Pauli-Friedhof in Dresden beigesetzt.

## Veröffentlichungen
- Das Anfechtungsrecht der benachtheiligten Konkursgläubiger nach gemeinem Rechte und nach der Reichs-Konkurs-Ordnung unter theilweiser Berücksichtigung des Reichsgesetzes vom 21. Juli 1879. Breitkopf und Härtel, Leipzig 1882.
- Das Verfahren des § 2266 des bürgerlichen Gesetzbuches, dargestellt unter Berücksichtigung der Frage über die Grenzen der nichtstreitigen Gerichtsbarkeit. Dissertation, Universität Leipzig 1884.
- Lehrbuch des königlich sächsischen Privatrechts. (2 Bände) Breitkopf und Härtel, Leipzig 1887–1889.
- Leitfaden für Zwangsverwalter. In amtlichen Auftrage verfasst. Leipzig 1901.